# Amo de casa (serie de televisión colombiana)
Amo de casa es una serie de televisión de comedia producida por Fox Telecolombia y emitida por  RCN Televisión. Es una historia original de Guido Jácome. Es adaptación de la serie argentina Amo de casa.
Está protagonizada por Rolando Tarajano y Katherine Vélez, con las participaciones antagónicas de Margarita Ortega y Marcelo Dos Santos. Se estrenó el 28 de enero de 2013.

## Sinopsis
Para Francisco López (Rolando Tarajano), el lunes es su día ganador. Un lunes nació, un lunes perdió la virginidad, un lunes se casó, un lunes tuvo a su primera hija, un lunes entró al banco donde trabaja hace 10 años, y un lunes lo van a nombrar gerente de la entidad financiera y va a poder comprar un carro nuevo para su esposa Mariana (Margarita Ortega) y el apartamento 403, el mejor del conjunto donde vive. Pero ese día, las cosas cambian, pues Francisco empieza a descubrir la verdadera familia que tiene: su hija Camila (Diana Neira) no es virgen desde los 16 años; su hijo Diego (José Julián Gaviria) cambia de tribu urbana cada semana; su hija pequeña, Sorpresa (Alison García), una niña más lista que él; y Mariana, una esposa cansada y decepcionada de su relación. Para completar el día ganador de Francisco, ese lunes no es ascendido a gerente, sino que pierde su trabajo injustamente luego de 10 años de labores.
Roberto Montoya (Marcelo Dos Santos), jefe de su esposa en otra sucursal, se gana la gerencia y lo hace echar del banco. Pero esto a él no le importa, porque es de esos colombianos que nacieron para conquistar el mundo. Así que sale decidido a buscar trabajo y a encargarse de la casa. A limpiar, a hacer comida y a sacar al perro al parque. Igual que lo hacen las amas de casa del conjunto, como su nueva vecina, Bertha (Katherine Vélez), esposa de Roberto, el mismo que le quitó el cargo y lo despidió, el mismo que le tiene ganas a su esposa y se la lleva a trabajar con él. 
Pero Francisco es de esa generación de colombianos que los golpea el éxito constantemente, así que sale a buscar trabajo, primero muerto que amo de casa. Pero la edad, su falta de especialización en su carrera, y sobre todo, las malas referencias que da Roberto, lo dejan sin posibilidades. Solo le queda una: alquilar un local con la plata de la liquidación para montar una oficina de asesorías financieras. Local que le arrebata a Bertha, que desea montar un negocio de galletas y ese era el lugar perfecto. La oficina de asesorías financieras de Francisco tampoco funciona, así que tendrá que realizar las labores domésticas. Cocina, aseo, perro al parque y estar pendiente de sus hijos, mientras su esposa coquetea con Roberto y le da cantaleta a él por no hacer las cosas bien. Y por supuesto, encontrarse con Bertha todo el día mientras ella vende galletas al frente de su local. Bertha inicia su negocio de galletas en su propia casa, con ayuda de "Las Vigor", tres amas de casa del conjunto que se vuelven sus cómplices e inseparables amigas. Y mientras estas mujeres venden galletas, Francisco ve pasar los días sin recibir un peso, más alejado de su esposa pero más cercano a sus tres hijos. Ante esto, Bertha le propone que le alquile la mitad del local, y cuando él se da cuenta de los maltratos que recibe Bertha de Roberto y de la poca fe este que le tiene, acepta la propuesta, para que así su negocio convierta en "Galletas y Miscelánea Las Vigor". De tanto pelear y criticarse, Francisco y Bertha resultan amigos, confidentes, consejeros de cocina, moda, relaciones, y lo más importante, las mejores amas de casa. Francisco no imaginó que el fracaso de su oficina lo llevaría a encontrar en Bertha la amistad y el apoyo que su esposa le quitó cuando se quedó sin trabajo.

## Elenco
- Rolando Tarajano - Francisco López
- Katherine Vélez - Bertha Hernández "La vecina"
- Margarita Ortega - Mariana Ortiz
- Marcelo Dos Santos - Roberto Montoya
- Diana Neira - Camila López Ortiz
- Alison Garcia - Sorpresa López Ortiz
- José Julián Gaviria - Diego Francisco López Ortiz
- Adriana Campos † - Yaneth Camacho
- Julio César Herrera - Profesor Arango
- Carolina Gaitán - Carla
- Sebastian Gutiérrez - Fernando "Fercho" Montoya Hernández
- Horacio Tavera - Jorge
- Alejandro Palacio - Miguel
- Liliana González de la Torre - Pilar Martínez
- Constanza Hernández - Ximena "La rellenita ardiente"
- Toto Vega - Eugenio Rojas
- Alfonso Ortíz - Ramiro
- Vida Torres - María "Mary Black/Estrellita/Celeste" Jiménez
- Carlos Serrato - Javier Álvarez
- Marcela Agudelo - Rebeca
- Sebastián Vega - Mauro Pulido
- Kathy Sáenz - Mireya
- Jonatan Cabrera - Suarez
- Manuel Busquets † - Zuleta, Gerente del Banco
- Julián Diaz - Portero del Edificio

## Ficha técnica
- Historia Original: Guido Jácome.
- Libretos: Guido Jácome, Diana Gómez Mateus y Felipe Forero.
- Directores: Ramiro Meneses y Diego Mejía.
- Producción General: Amparo López.
- Producción Ejecutiva: Genoveva Rey.
- Casting: Juan Pablo Rincón G.
- Jefe de Producción: Ricardo Bustos.
- Directores de Fotografía: Jaime Andrés Duque y Carlos Gómez.
- Directora de Arte: Cristina Medina Trujillo.
- Directores Asistentes: Catalina Hernández y Rolando Ocampo.
- Asistentes de Dirección: Natalia Arroyave y Carolina González.
- Script: Raquel Pazmiño y Diana Carolina Bravo.
- Diseño de Vestuario: Sandra Camacho.
- Jefe de Vestuario: Ana María Uribe.
- Diseño de Maquillaje: Blanca Jaramillo.
- Jefes de Maquillaje: Irma Jaimes y Jorge Serna.

## Nominaciones

### Premios TVyNovelas
| Edición                                       | N.º de Nominaciones | Categoría        | Resultado |
| --------------------------------------------- | ------------------- | ---------------- | --------- |
| XXIII: Premios TVyNovelas 29 de marzo de 2014 | 5 Nominaciones      | Mejor Producción | Nominados |

## Versiones
- La versión original es de Argentina del Canal 9 (Buenos Aires) , Amo de casa (comedia).
- La versión Adaptación es de Japón del Fuji Television, Padre de Casa(アットホーム・ダッド)
- En Ecuador la cadena RTS produjo en el 2019 la serie Amo de casa, marcando el regreso del director y productor Jorge Toledo, tras varios años de ausencia. Consto de 66 capítulos y estuvo protagonizada por Jaime Roca, Jorge Toledo, Marilú Pesántez e Isaely Almara.